# Nemuroglanis
Nemuroglanis is een geslacht van straalvinnige vissen uit de familie van de antennemeervallen (Heptapteridae).

## Soorten
- Nemuroglanis furcatus Ribeiro, Pedroza & Rapp Py-Daniel, 2011
- Nemuroglanis lanceolatus Eigenmann & Eigenmann, 1889
- Nemuroglanis mariai (Schultz, 1944)
- Nemuroglanis panamensis (Bussing, 1970)
- Nemuroglanis pauciradiatus Ferraris, 1988